# دنی آن
دنی آن (کره‌ای: 데니안؛ زادهٔ ۲۲ دسامبر ۱۹۷۸) بازیگر، خواننده، رپر، دی‌جی رادیو، مجری کره‌ای-آمریکایی ساکن کره جنوبی است. او در آثاری همچون مرد بی‌گناه، قول ۱۲ ساله، تقلید و هفت فراری ایفای نقش کرده‌است.